# 劉卞
劉卞（3世纪—299年），字叔龙，西晋东平郡须昌县（今山东省东平县西北）人。
劉卞本是兵家子，年轻时为县小吏，跟随县令至洛阳，得入太学，试经为台四品吏。担任齐王司马攸司空主簿，转任太常丞、尚书郎，历官称职。官至散骑侍郎、并州刺史。入为左卫率，被太子司马遹所信重。元康九年（299年），得知皇后贾南风谋废太子，非常忧虑，以谋废贾后之计告诉司空张华，没有被采纳。被贾后得知，转任他为雍州刺史。自知泄露，恐怕贾后害己，饮药而死。